# خورشید همچنان می‌درخشد (فیلم ۱۹۵۷)
«خورشید همچنان می‌درخشد» (انگلیسی: The Sun Also Rises (1957 film)) یک فیلم به کارگردانی هنری کینگ است که در سال ۱۹۵۷ منتشر شد.

## بازیگران
- تایرون پاور
- اوا گاردنر
- مل فرر
- ارول فلین
- ادی آلبرت
- گرگوری راتوف
- ژولیت گرکو
- مارسل دالیو
- هنری دانیل
- رابرت اوانس